# Linsengericht (Hessen)

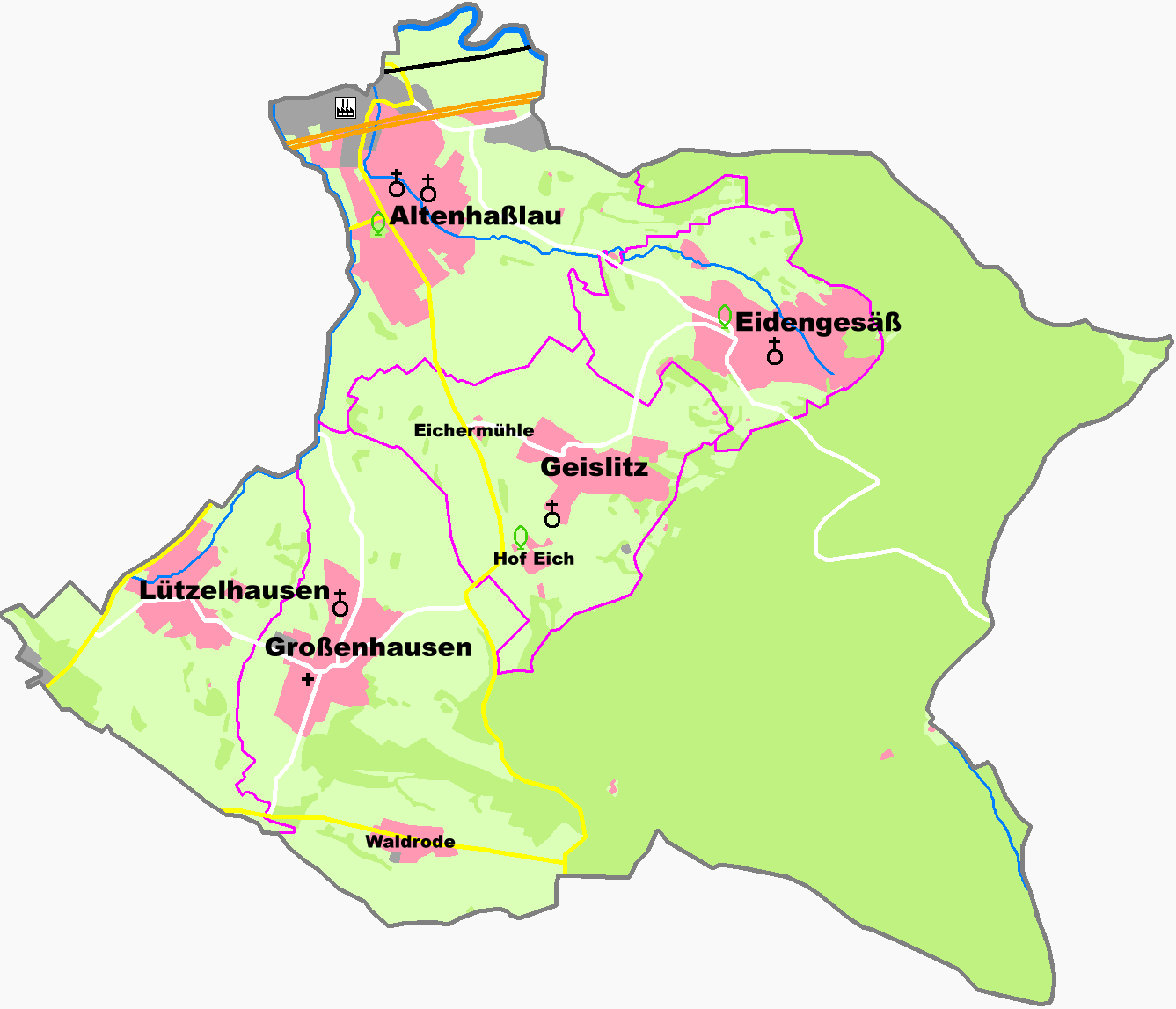
Gemeindegebiet mit Ortsteilen von Linsengericht

Linsengericht ist eine hessische Gemeinde im Main-Kinzig-Kreis zwischen Schöllkrippen und Gelnhausen.

## Geografie

### Geografische Lage
Die Gemeinde liegt am nördlichen Rand des Spessarts, von Gelnhausen getrennt durch das Kinzigtal. Im Westen liegt einer der Zeugenberge des Spessarts, der Rauenberg, 280 m über NHN. Der topographisch höchste Punkt des Gemeindegebiets befindet sich mit 481 m ü. NN am Gipfel des Franzosenkopfes.

### Nachbargemeinden
Linsengericht grenzt im Norden an die Stadt Gelnhausen, im Osten an die Gemeinde Biebergemünd, im Süden an die Gemeinden Geiselbach und Westerngrund im Landkreis Aschaffenburg (Bayern) und im Westen an die Gemeinden Freigericht und Hasselroth.
|                            | Gelnhausen                                  |              |
| Hasselroth und Freigericht | Kompassrose, die auf Nachbargemeinden zeigt | Biebergemünd |
|                            | Geiselbach                                  | Westerngrund |

### Gemeindegliederung
Linsengericht besteht aus den fünf Ortsteilen Altenhaßlau, Eidengesäß, Geislitz (mit Hof Eich und Eichermühle), Großenhausen (mit Waldrode) und Lützelhausen. Die Gemeindeverwaltung befindet sich im Ortsteil Altenhaßlau.

## Geschichte und Herkunft des Ortsnamens

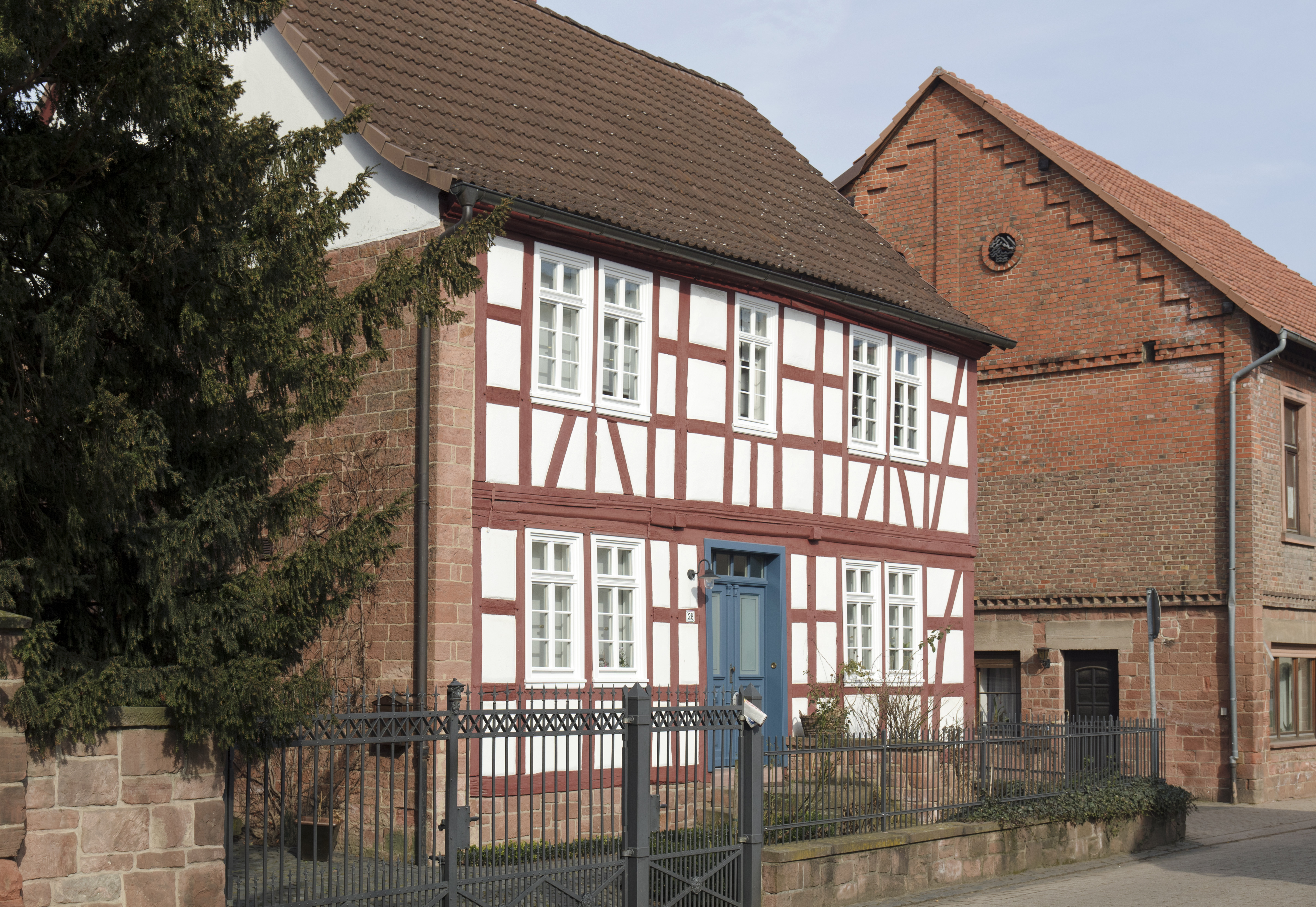
Altes Fachwerkhaus in Altenhaßlau

Die Gemeinde Linsengericht wurde am 1. September 1970 im Zuge der Gebietsreform in Hessen durch den freiwilligen Zusammenschluss der vier bis dahin selbständigen Gemeinden Altenhaßlau, Eidengesäß, Geislitz und Großenhausen gegründet. Am 31. Dezember 1971 schloss sich auch Lützelhausen der neuen Gemeinde an.
Als möglicher Name der Großgemeinde war zunächst auch Birkenhain im Gespräch. Die hessischen Landesbehörden befanden, dass der Name Linsengericht historisch treffender sei. Der Name der Gemeinde bezieht sich hierbei nicht auf eine zubereitete Speise mit Linsen, sondern auf den Standort eines Gerichtes.
Die genannten fünf Gemeinden des Gerichtes Altenhaßlau sind durch ihre Lage und Geschichte eng miteinander verbunden. Das Gericht, das auch unter dem Namen Linsengericht bekannt ist, wird erstmals in einer Urkunde vom 20. September 1240 erwähnt. Für die Entstehung des Namens sind verschiedene Erklärungen bekannt: So könnte der Name eine Abänderung von „Lindengericht“ (Gerichtsort unter einer Linde) darstellen. In Bezug auf dieses sogenannte „freie Gericht“ gibt es auch eine andere Auslegung: Es wird berichtet, dass bei der Rechtsprechung dieses freien Gerichtes um keiner Linse Wert vom Recht abgewichen wurde. Nach einer anderen Deutung soll der Name dadurch entstanden sein, dass in früheren Zeiten in den Gemarkungen der Gerichtsgemeinde sehr viel Linsen angebaut wurden. Heute noch vorhandene Flurbezeichnungen (Linsenacker, Linsenrain, Linsengraben) deuten auf die Richtigkeit dieser Vermutung hin.
Ursprünglich war das Gericht „Hasela“ freies Reichsgut und unterstand nur dem Kaiser. Im 13. Jahrhundert gehörte das Gebiet zum Herrschaftsbereich des Hochstifts Würzburg. Vom damaligen Bischof erhielten die Ritter von Trimberg das Gericht zu Lehen. So gingen allmählich die Rechte und Freiheiten der Gerichtsbewohner, abgesehen vom Gerichtswald, an die Herren von Trimberg, dann an die von Eppstein und von Hanau verloren. Die niedere Gerichtsbarkeit übte der frei gewählte Zehntgraf auf der Gerichtsstätte in Altenhaßlau aus.
Großes Elend brachte der Dreißigjährige Krieg für die Dörfer des Gerichtes Altenhaßlau. Nach einem Verzeichnis des Jahres 1632, also vor den schlimmsten Kriegsjahren, standen in Eidengesäß 43, in Geislitz mit Hof Eich und Eichermühle 32, in Altenhaßlau 30, in Großenhausen 22 und in Lützelhausen 14 Häuser. Die Einwohnerschaft wird mit insgesamt 141 Ehepaaren angegeben. Die größten Verluste mussten die Dörfer in den Jahren 1634/35 hinnehmen, so dass nach Kriegsende im Jahre 1648 nur noch 14 Familien hier wohnten.
Die Gemarkung der einzelnen Dörfer hat sich im Laufe der Jahrhunderte allmählich aus dem alten Gerichtsbezirk „Zent Hasela“ herausgeschält. Anfangs waren die Dorfmarken durch Hegzäune von Feld, Flur, Wiesen, Weide und Wald abgegrenzt. Der Bereich außerhalb der Dorfmarken war Allmende, wie es bis heute beim Gerichtswald der Fall ist. Der Umfang des Kirchspiels Altenhaßlau stimmt noch jetzt mit dem des alten Gerichtsbezirks und der Märkergenossenschaft „Haselau“ überein.
Am 14. Oktober 2024 wurden in Altenhaßlau Stolpersteine zur Erinnerung an die Opfer des Nationalsozialismus verlegt.

## Bevölkerung

### Einwohnerstruktur 2011
Nach den Erhebungen des Zensus 2011 lebten am Stichtag dem 9. Mai 2011 in Linsengericht 9396 Einwohner.
Nach dem Lebensalter waren 1655 Einwohner unter 18 Jahren, 2867 zwischen 18 und 49, 2162 zwischen 50 und 64 und 1884 Einwohner waren älter.
Unter den Einwohnern waren 201 (2,0 %) Ausländer, von denen 201 aus dem EU-Ausland, 188 aus anderen europäischen Ländern und 75 aus anderen Staaten kamen.
Bis zum Jahr 2020 erhöhte sich die Ausländerquote auf 8,6 %.
Die Einwohner lebten in 4212 Haushalten. Davon waren 1209 Singlehaushalte, 1225 Paare ohne Kinder und 1367 Paare mit Kindern, sowie 363 Alleinerziehende und 48 Wohngemeinschaften. In 825 Haushalten lebten ausschließlich Senioren und in 2889 Haushaltungen lebten keine Senioren.

### Einwohnerentwicklung
| Linsengericht: Einwohnerzahlen von 1939 bis 2020                                     | Linsengericht: Einwohnerzahlen von 1939 bis 2020 | Linsengericht: Einwohnerzahlen von 1939 bis 2020 | Linsengericht: Einwohnerzahlen von 1939 bis 2020 | Linsengericht: Einwohnerzahlen von 1939 bis 2020 |
| ------------------------------------------------------------------------------------ | ------------------------------------------------ | ------------------------------------------------ | ------------------------------------------------ | ------------------------------------------------ |
| Jahr                                                                                 |                                                  |                                                  |                                                  | Einwohner                                        |
| 1939                                                                                 | 1939                                             |                                                  | 3.393                                            | 3.393                                            |
| 1950                                                                                 | 1950                                             |                                                  | 5.090                                            | 5.090                                            |
| 1961                                                                                 | 1961                                             |                                                  | 5.983                                            | 5.983                                            |
| 1970                                                                                 | 1970                                             |                                                  | 7.078                                            | 7.078                                            |
| 1975                                                                                 | 1975                                             |                                                  | 7.801                                            | 7.801                                            |
| 1980                                                                                 | 1980                                             |                                                  | 8.098                                            | 8.098                                            |
| 1985                                                                                 | 1985                                             |                                                  | 8.273                                            | 8.273                                            |
| 1990                                                                                 | 1990                                             |                                                  | 8.702                                            | 8.702                                            |
| 1995                                                                                 | 1995                                             |                                                  | 9.208                                            | 9.208                                            |
| 2000                                                                                 | 2000                                             |                                                  | 9.646                                            | 9.646                                            |
| 2005                                                                                 | 2005                                             |                                                  | 9.763                                            | 9.763                                            |
| 2010                                                                                 | 2010                                             |                                                  | 9.847                                            | 9.847                                            |
| 2011                                                                                 | 2011                                             |                                                  | 9.396                                            | 9.396                                            |
| 2015                                                                                 | 2015                                             |                                                  | 9.944                                            | 9.944                                            |
| 2020                                                                                 | 2020                                             |                                                  | 9.886                                            | 9.886                                            |
| Anmerkung(en): Die Angaben beziehen sich auf das heutige Gemeindegebiet; Zensus 2011 |                                                  |                                                  |                                                  |                                                  |

- Die bisher höchste Einwohnerzahl wurde im Jahr 2009 mit 9945 Einwohnern erreicht.

### Historische Religionszugehörigkeit
| • 1987: | 5530 evangelische (= 66,7 %), 1978 katholische (= 23,8 %), 789 sonstige (= 9,5 %) Einwohner   |
| • 2011: | 4788 evangelische (= 48,5 %), 2055 katholische (= 20,8 %), 3018 sonstige (= 30,6 %) Einwohner |

## Politik

### Gemeindevertretung
Die Kommunalwahl am 14. März 2021 ergab folgendes Ergebnis, in Vergleich gesetzt zu früheren Kommunalwahlen:

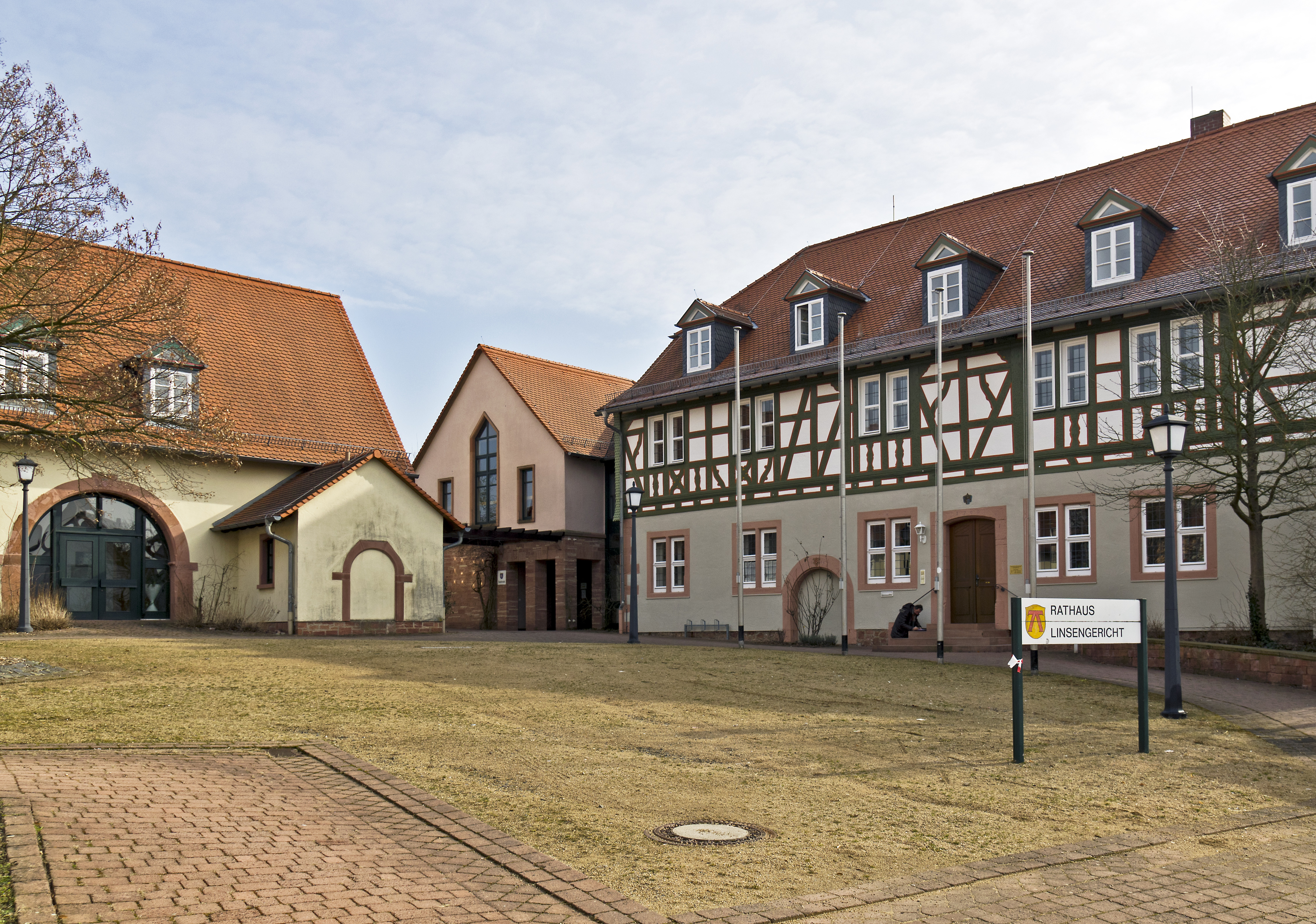
Rathaus

| Sitzverteilung in der Gemeindevertretung 2021Insgesamt 27 Sitze - SPD: 11 - Grüne: 3 - FWG: 6 - CDU: 5 - AfD: 2 | Parteien und Wählergemeinschaften | Parteien und Wählergemeinschaften           | % 2021 | Sitze 2021 | % 2016 | Sitze 2016 | % 2011 | Sitze 2011 | % 2006 | Sitze 2006 | % 2001 | Sitze 2001 |
| Sitzverteilung in der Gemeindevertretung 2021Insgesamt 27 Sitze - SPD: 11 - Grüne: 3 - FWG: 6 - CDU: 5 - AfD: 2 | SPD                               | Sozialdemokratische Partei Deutschlands     | 39,7   | 11         | 44,5   | 12         | 42,3   | 12         | 34,0   | 9          | 31,5   | 10         |
| Sitzverteilung in der Gemeindevertretung 2021Insgesamt 27 Sitze - SPD: 11 - Grüne: 3 - FWG: 6 - CDU: 5 - AfD: 2 | BGL-FWG                           | Bürgerliste/FWG Linsengericht               | 22,0   | 6          | 27,2   | 7          | 26,9   | 7          | 35,4   | 10         | 34,2   | 10         |
| Sitzverteilung in der Gemeindevertretung 2021Insgesamt 27 Sitze - SPD: 11 - Grüne: 3 - FWG: 6 - CDU: 5 - AfD: 2 | CDU                               | Christlich Demokratische Union Deutschlands | 17,3   | 5          | 20,6   | 6          | 17,8   | 5          | 19,9   | 5          | 20,0   | 6          |
| Sitzverteilung in der Gemeindevertretung 2021Insgesamt 27 Sitze - SPD: 11 - Grüne: 3 - FWG: 6 - CDU: 5 - AfD: 2 | GRÜNE                             | Bündnis 90/Die Grünen                       | 12,7   | 3          | 7,7    | 2          | 12,6   | 3          | 6,9    | 2          | 5,9    | 2          |
| Sitzverteilung in der Gemeindevertretung 2021Insgesamt 27 Sitze - SPD: 11 - Grüne: 3 - FWG: 6 - CDU: 5 - AfD: 2 | FDP                               | Freie Demokratische Partei                  | –      | –          | —      | —          | 0,3    | 0          | 0,3    | 0          | —      | —          |
| Sitzverteilung in der Gemeindevertretung 2021Insgesamt 27 Sitze - SPD: 11 - Grüne: 3 - FWG: 6 - CDU: 5 - AfD: 2 | AfD                               | Alternative für Deutschland                 | 8,3    | 2          | —      | —          | –      | –          | –      | –          | —      | —          |
| Sitzverteilung in der Gemeindevertretung 2021Insgesamt 27 Sitze - SPD: 11 - Grüne: 3 - FWG: 6 - CDU: 5 - AfD: 2 | WIESO                             | WIESO! -Liste Zukunft-                      |        |            | —      | —          | —      | —          | 3,5    | 1          | 8,4    | 3          |
| Sitzverteilung in der Gemeindevertretung 2021Insgesamt 27 Sitze - SPD: 11 - Grüne: 3 - FWG: 6 - CDU: 5 - AfD: 2 | gesamt                            | gesamt                                      | 100,0  | 27         | 100,0  | 27         | 100,0  | 27         | 100,0  | 27         | 100,0  | 31         |
| Sitzverteilung in der Gemeindevertretung 2021Insgesamt 27 Sitze - SPD: 11 - Grüne: 3 - FWG: 6 - CDU: 5 - AfD: 2 | Wahlbeteiligung in %              | Wahlbeteiligung in %                        | 55,8   | 55,8       | 57,0   | 57,0       | 51,2   | 51,2       | 49,1   | 49,1       | 54,6   | 54,6       |

### Bürgermeister
Nach der hessischen Kommunalverfassung wird der Bürgermeister für eine sechsjährige Amtszeit gewählt, seit dem Jahr 1993 in einer Direktwahl, und ist Vorsitzender des Gemeindevorstands, dem in der Gemeinde Linsengericht neben dem Bürgermeister ehrenamtlich ein Erster Beigeordneter und vier weitere Beigeordnete angehören. Bürgermeister ist seit dem 1. Juli 2002 Albert Ungermann (SPD). Sein Amtsvorgänger Theodor Ratzka (BGL) beendete im 63. Lebensjahr seine dritte Amtszeit vorzeitig, trat am 30. Juni 2002 in den Ruhestand und die Wahl des neuen Bürgermeisters musste vorgezogen werden. Albert Ungermann erhielt am 17. März 2002 in einer Stichwahl bei 55,8 Prozent Wahlbeteiligung 54,1 Prozent der Stimmen. Es folgten drei Wiederwahlen, zuletzt ohne Gegenkandidaten im März 2020.
Amtszeiten der Bürgermeister
- 2002–2026 Albert Ungermann (SPD)[19]
- 1987–2002 Theodor Ratzka (BGL)
- 1970–1987 Hubert Breidenbach

### Ortsbeiräte
Für alle Ortsteilebesteht je ein Ortsbezirk mit Ortsbeirat und Ortsvorsteher nach Maßgabe der §§ 81 und 82 HGO und des Kommunalwahlgesetzes in der jeweils gültigen Fassung.
Die Ortsbezirke sind durch die Gebiete der der ehemaligen Gemeinden abgegrenzt. Jeder Ortsbeirat bestehen aus acht Mitgliedern.
Deren Wahl erfolgt im Rahmen der Kommunalwahlen. Der Ortsbeirat wählt eines seiner Mitglieder zum Ortsvorsteher bzw. zur Ortsvorsteherin. Zur Zusammensetzung siehe die jeweiligen Ortsteile.

### Wappen und Flagge
Wappen
| Wappen von Linsengericht | Blasonierung: „In goldenem Schild ein gotisches Rotes A.“ |

| Wappen von Linsengericht | Das Wappen wurde der Gemeinde Linsengericht am 6. November 1974 durch das Hessische Innenministerium genehmigt. Das Wappen wurde von der ehemaligen Gemeinde Altenhaßlau übernommen. Es zeigt den Anfangsbuchstaben des Ortes in den Farben der Grafschaft Hanau. |

Flagge
Die Flagge der Gemeinde wurde am 27. August 1976 durch das Hessische Innenministerium genehmigt und wird wie folgt beschrieben:
„Zwischen schmalen gelben Seitenstreifen eine breite rote Mittelbahn, im oberen Drittel belegt mit dem Gemeindewappen.“ 

### Partnergemeinden
- Altenhaßlau: Saint-Étienne-du-Bois (Ain), Frankreich (seit 1965)
- Lützelhausen: Geboltskirchen, Oberösterreich (seit 1986)
- Alsónána (Unternanau), Ungarn (seit 2001)[27]

## Öffentliche Einrichtungen

### Kindertagesstätten
- Kindergarten Altenhaßlau – Hasselbachzwerge ist eine integrative Kindertagesstätte. Die Kita bietet, in vier Gruppen, Platz für bis zu 75 Kinder, die von 12 pädagogischen Fachkräften betreut werden.
- Kindertagesstätte Lummerland, in Eidengesäß,
- Kita Die Wirbelwinde in Großenhausen,
- Kita Die Brunnenkinder, in Geislitz,
- Montessori Kinderhaus, hat Platz für bis zu 20 Kindern[28], in Altenhaßlau

### Schulen
- Hasela-Grundschule, früher Grund- und Hauptschule Altenhaßlau,
- Martinsschule, eine Förderschule für den Schwerpunkt geistiger Entwicklung, seit 1980[29] in Altenhaßlau,
- Brentano-Schule hat die Abteilungen: Förderschule mit Schwerpunkt Lernen, Förderschule mit Schwerpunkt Sprachheil-Förderung, sowie das Beratungs- und Förderzentrum, in Altenhaßlau,
- Montessori-Schule[30], in Altenhaßlau,
- Geisbergschule eine reine Grundschule, in Eidengesäß

Weiterführende Schulen in der Region sind:
- Kopernikusschule im Freigericht, eine Kooperative Gesamtschule,
- Käthe-Kollwitz-Schule Langenselbold, eine Integrierte Gesamtschule,
- Alteburg-Schule in Kassel, eine Haupt- und Realschule,
- Grimmelshausen-Gymnasium Gelnhausen, ein Gymnasium mit Mittagsbetreuung.

### Freiwillige Feuerwehr Linsengericht
Alle 5 Ortsteile der Gemeinde Linsengericht verfügen über jeweils eigene Feuerwehrstützpunkte, mit ebenfalls eigenen Einsatzschwerpunkten.

### Weiteres
- Behindertenwerk Main-Kinzig – Barbarossa-Werkstatt, Einrichtung zur Behindertenförderung, seit 1973.
- Haus der Vereine, früher Alte Schule, in Altenhaßlau

## Verkehr
Bahnanschluss besteht über den Bahnhof Gelnhausen, der unmittelbar nördlich von Altenhaßlau liegt. Linsengericht liegt an der Abfahrt Gelnhausen-West der A66 Frankfurt–Fulda. Die Grenze zwischen Gelnhausen und Linsengericht wird dort über eine längere Strecke durch den Schandelbach gebildet.

## Kultur und Sehenswürdigkeiten

### Museen und Archive
- Heimatmuseum

Das Heimatmuseum wurde am 16. April 1994 in der Zehntscheune eröffnet.
- Historisches Archiv

Das im März 1996 eröffnete Gemeinde- und Vereinsarchiv wird vom Geschichtsverein ehrenamtlich verwaltet.
Das Archiv enthält Gemeindeakten, die bis zum Jahre 1735 zurück reichen.
- Radio-Museum

Das Radio-Museum Linsengericht wurde am 6. Dezember 1998 vom Verein „Die Ohrwürmer“ gegründet.

## Persönlichkeiten

### Söhne und Töchter der Gemeinde
- Karl Glöckner (auch „Opa Glöckner“ genannt) (* 28. Dezember 1845 in Eidengesäß - † +3. Oktober 1953) war in seinen letzten Lebensjahren der älteste Bewohner Deutschlands. Nach ihm ist die Karl-Glöckner-Straße in Eidengesäß benannt, in der er ab seinem zweiten Lebensjahr wohnte. In der Zehntscheune von Linsengericht hängt ein Porträt von ihm, das 1952, in seinem 107. Lebensjahr, ein Jahr vor seinem Tode, von Wilhelm Eidam gemalt wurde[34].
- Richard Bayha (* 15. März 1929 in Altenhaßlau; † 3. November 1993 in Bonn), deutscher Politiker (CDU)
- Marie Hassenpflug (* 27. Dezember 1788 in Altenhaßlau; † 21. November 1856 in Kassel), deutsche Märchenerzählerin, wohnte bis 1789 mit ihren Eltern und Geschwistern im Amtshaus Altenhaßlau

### Personen mit Bezug zur Gemeinde
- Johannes Hassenpflug (* 9. August 1755 in Dorheim; †  9. Juli 1834 in Kassel), hessen-kasselischer Verwaltungsbeamter, Vorsteher des Amtes Altenhaßlau
- Fredéric Armand Strubberg (* 18. März 1806 in Kassel; † 3. April 1889 in Altenhaßlau) war ein deutscher Amerikareisender und Schriftsteller
- Carl Friedrich Buderus von Carlshausen (* 22. Februar 1759 in Büdingen; † 5. August 1819 in Hanau) war der Gutsherr des Ritterguts Carlshausen in Altenhaßlau und Finanzbeamter des Landgrafen Wilhelm IX. von Hessen-Kassel, des späteren Kurfürsten Wilhelm I. von Hessen-Kassel.
- Richard Bayha (* 15. März 1929 in Altenhaßlau; † 3. November 1993 in Bonn), deutscher Landwirt und Politiker (CDU), unter anderem Mitglied des Bundestages, lebte in Linsengericht